# سلون

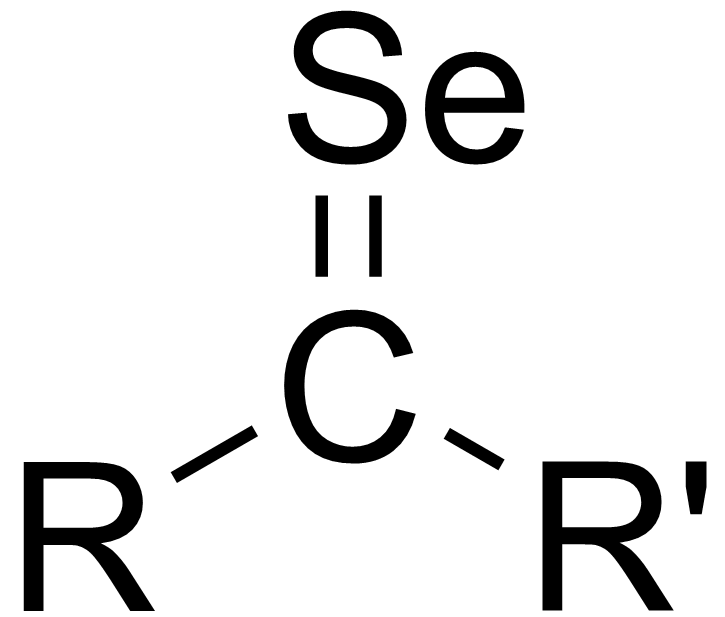
ساختار عمومی یک سلون

سلون‌ها (به انگلیسی: Selone) دسته‌ای از ترکیبات آلی سلنیم هستند که مشابه کتون‌ها بوده با این تفاوت که به جای اتم اکسیژن در یک کتون، یک اتم سلنیم جایگزین شده است. این مواد کاربردهای ویژه‌ای از جمله در طیف‌سنجی تشدید مغناطیسی هسته‌ای دارند.